# 李斗益
李斗益（朝鲜语：／ Ri Tu-ik，1920年11月16日—2002年3月13日）朝鲜劳动党中央军事委员会委员，人民军次帅。
李斗益生于咸镜北道甲山郡人（另一说为中国吉林省延吉县），1937年6月加入中国共产党领导的东北抗日联军，任金日成部传令兵，1938年8月加入中国共产主义青年团。1940年随部队退入苏联境内，被编入苏联远东方面军独立第88步兵旅1营。1945年后曾在东北军政大学吉林分校学习。
1948年8月先后任朝鲜人民军连长、营长，后曾赴苏联留学。1956年6月任第24师3团团长。1962年2月任第9师师长，同月晋升少将。1963年5月任民族保卫省特殊作战局局长，同月晋升中将，8月任第7军军长。1968年6月任第2军军长。1970年11月朝鲜劳动党五大当选为中央委员。1972年5月任第3军军长。1973年5月晋升上将。1976年4月任第2军军长，1980年任第4军军长。1980年10月劳动党六大当选为中央委员、中央军事委员会委员。1985年4月晋升大将。1988年5月任平壤－开城高速公路建设责任者。1989年9月率领人民军干部修养团赴中国访问。1992年4月授次帅军衔。。
1968年6月荣获一级国旗勋章。1968年6月、1992年4月两次荣获朝鲜民主主义人民共和国英雄称号。1982年4月荣获金日成勋章。1962年10月、1967年11月、1972年12月、1982年2月、1986年11月、1990年4月六次当选最高人民会议议员。